# Challenge Cup (football)
Pour les articles homonymes, voir Challenge Cup.
La Challenge Cup est une compétition de football créée en 1897 et disparue en 1911 opposant les clubs de l'Autriche-Hongrie. Elle est créée par John Gramlick, fondateur du club du Vienna Cricket and Football-Club.
Elle est normalement ouverte à tous les clubs de l'Autriche-Hongrie, mais en pratique, la liste des participants est réduite aux clubs des trois métropoles que sont Vienne, Budapest et Prague.
Aujourd'hui, elle est considérée comme le prédécesseur de la Coupe d'Autriche (tenue pour la première fois en 1918) et de la Coupe Mitropa, créée en 1927.

## Palmarès
| Saison    | Date de la finale | Vainqueur         | Score   | Finaliste                |
| --------- | ----------------- | ----------------- | ------- | ------------------------ |
| 1897-1898 | 27 novembre 1897  | Vienna CFC        | 7 - 0   | Wiener FC 1898           |
| 1898-1899 | 5 mars 1899       | First Vienna FC   | 4 - 1   | AC Viktoria Vienne       |
| 1899-1900 | 11 mars 1900      | First Vienna FC   | 2 - 0   | Vienna CFC               |
| 1900-1901 | 21 avril 1901     | Wiener AC         | 1 - 0   | SK Slavia Prague         |
| 1901-1902 | 19 mai 1902       | Vienna CFC        | 2 - 1   | Budapest Torna Club      |
| 1902-1903 | 25 mai 1903       | Wiener AC         | abandon | ČAFC Královské Vinohrady |
| 1903-1904 | 10 avril 1904     | Wiener AC         | 7 - 0   | Vienna CFC               |
| 1904-1905 | 24 avril 1905     | Wiener SV         | 2 - 1   | Magyar AC                |
| 1908-1909 | 13 juin 1909      | Ferencváros TC    | 2 - 1   | Wiener Sport-Club        |
| 1910-1911 | 24 septembre 1911 | Wiener Sport-Club | 3 - 0   | Ferencváros TC           |

## Source
- RSSSF